# Puliciphora vicinalis
Puliciphora vicinalis är en tvåvingeart som beskrevs av Borgmeier 1960. Puliciphora vicinalis ingår i släktet Puliciphora och familjen puckelflugor.
Artens utbredningsområde är Costa Rica. Inga underarter finns listade i Catalogue of Life.